# Perno
Pour les articles ayant des titres homophones, voir Pernaut, Pernod et Pernot.
Cet article possède un paronyme, voir Pernoo.
Perno est un quartier du district de Pansio-Jyrkkälä à Turku en Finlande.

## Description
Perno est a 7 kilomètres du centre de Turku.
Le chantier naval de Perno, propriété de Meyer Turku, construit des navires de croisière.